# Amargura (canción)
«Amargura» es una canción de la cantante colombiana Karol G. Fue lanzada originalmente el 24 de febrero de 2023 a través de Universal Music Latino, como la pista número quince de su cuarto álbum de estudio Mañana será bonito. Más adelante, fue publicada el 19 de mayo de 2023 como el séptimo sencillo del álbum mencionado.

## Antecedentes
«Amargura» se reveló por primera vez como una canción del entonces próximo cuarto álbum de estudio de Karol G. La canción fue lanzada oficialmente el 24 de febrero de 2023, junto con el lanzamiento de su álbum principal, Mañana será bonito. Posteriormente, fue lanzado como sencillo el 19 de mayo de 2023. Anteriormente la canto en un concierto en Colombia en el año 2020.

## Desempeño comercial
«Amargura» debutó en la lista Bubbling Under Hot 100 con el puesto número 16, durante el lanzamiento del álbum Mañana será bonito. En la lista del 29 de agosto de 2023, la canción alcanzó un nuevo posicionamiento en el número 2. Tras el lanzamiento del mixtape de Karol G, Mañana será bonito (Bichota Season), «Amargura» debutó en el Billboard Hot 100 de EE. UU. en el número 95.
En la lista Billboard Hot Latin Songs de EE. UU. del 11 de marzo de 2023, la canción debutó en el número 24. En la lista del 2 de septiembre de 2023, la canción alcanzó un nuevo posicionamiento, en el número 14.

## Promoción

### Visualizador de audio
Un visualizador de audio fue publicada el 24 de febrero de 2023 en el canal de YouTube de Karol G, simultáneamente con el resto de visualizadores de las canciones de Mañana será bonito.

### Actuaciones en vivo
El 18 de mayo de 2023, un día antes de su lanzamiento como sencillo, Karol G en su canal oficial de YouTube y las redes sociales subió un video en vivo interpretando la canción.

## Posicionamiento en listas
| Lista (2023)                        | Mejor posición |
| ----------------------------------- | -------------- |
| Colombia (Colombia Songs)           | 1              |
| España (Top 100 Canciones)          | 34             |
| Global 200 (Billboard)              | 71             |
| Estados Unidos (Billboard Hot 100)  | 85             |
| EE. UU. Hot Latin Songs (Billboard) | 14             |